# Aleimma
Aleimma is een geslacht van vlinders uit de familie van de Tortricidae (Bladrollers). Het geslacht werd voor het eerst wetenschappelijk beschreven door Hübner in 1825.

## Soorten
Het genus bevat de volgende soort:

- Aleimma loeflingiana (Linnaeus, 1758)